# Carlos Ros Carballar
Carlos Ros Carballar, (Santa Olalla del Cala, Huelva, 24 de julio de 1941 - Sevilla, 6 de enero de 2020) fue un escritor, periodista y sacerdote español.

## Biografía
Se licenció en filosofía por la Universidad de Comillas y en teología en Roma, fue ordenado sacerdote en el año 1966. Ha desempeñado durante 19 años (1968-1987) el cargo de consiliario general del Movimiento Scout Católico (MSC). Periodísticamente, ha pertenecido a la plantilla de El Correo de Andalucía de Sevilla (1969-1972), redactor jefe de la revista «Tierras del Sur» (1976-79), coordinador general de la «Gran Enciclopedia de Andalucía» (1979-82) y director de la agencia informativa de los Obispos del Sur de España (Odisur), de la Oficina Diocesana de Información del Arzobispado de Sevilla, del Boletín Oficial del Arzobispado y de la hoja dominical «Iglesia de Sevilla» (1984-1991). Aparte de colaboraciones en periódicos locales y nacionales.
Ha publicado numerosos libros, muchos de ellos biografías de personajes relacionados con la religión católica y Sevilla o Andalucía, como las biografías de Teresa de Jesús, Ángela de la Cruz, Leopoldo de Alpandeire, Miguel Mañara, Juan de la Cruz y Bueno Monreal, este último fue arzobispo de la archidiócesis de Sevilla entre 1957 y 1982.
Algunas de sus obras están llenas de curiosidades y anécdotas, como: La Inmaculada y Sevilla, Los fantasmas de la Catedral de Sevilla, Los fantasmas del Alcázar de Sevilla y Los fantasmas de las Catedrales de España.

## Obras principales
- Dolores Márquez, sevillana del XIX (1978)
- Doña María Coronel, historia y leyenda (1980)
- Madre Isabel, fundadora del Beaterio de la Trinidad (1982)
- Sermones del Loco Amaro (1984)
- Los Arzobispos de Sevilla. Luces y sombras en la sede hispalense (1986)
- Los Fantasmas de la Catedral de Sevilla (1989)
- Doña María Coronel, el amor imposible de Pedro el Cruel (1989)
- Fernando III el Santo (1990)
- Santos del pueblo. Crónica de un martirologio popular (1992)
- Vida de san Isidro Labrador (1993)
- La Inmaculada y Sevilla(1994)
- Vida de sor Ángela de la Cruz (1996)
- Vida de fray Leopoldo de Alpandeire (1996)
- Sevilla día a día (1996)
- Doña María Coronel, Leyenda viva de Sevilla (1998)
- Los Fantasmas del Alcázar de Sevilla (1999)
- Los Fantasmas de las Catedrales de España (1999)
- El duque de Montpensier. La ambición de reinar (2000)
- San Isidro labrador, jornalero del campo (2001)
- San Pancracio, salud y trabajo (2002)
- Miguel Mañara, Caballero de los pobres (2002)
- Doña María de Padilla, el ángel bueno de Pedro el Cruel (2003)
- Venerable Fernando de Contreras, apóstol de Sevilla, redentor de cautivos (2004)
- Sor Bárbara de la Giralda. La hija del campanero (2004)
- Leyendas de Sevilla (2005)
- Guía mágica de la Catedral de Sevilla para turistas curiosos (2007)
- La hija predilecta de Teresa de Jesús. María de San José (2008)
- Ana de Jesús. Compañera de Teresa de Jesús. Musa de Juan de la Cruz. Fundadora de los Carmelos de Francia y Flandes (2009)
- Vida de María Emilia Riquelme (2010)
- Teresa de Jesús, esa mujer (2011) (Edición en italiano: «Teresa d'Avila. Coraggio al femminile», Milano 2012).
- Juan de la Cruz, celestial y divino (2011)
- Teresa de Lisieux, huracán de gloria ((2012)
- José María Bueno Monreal. Semblanza de un cardenal bueno (2012)
- Edith Stein,mártir en Auschwitz (2013)
- Salve Madre. La Inmaculada y España (2013)
- Jerónimo Gracián, el amigo de Teresa de Jesús (2014)
- Pío XII versus Hitler y Mussolini (2014)
- Sermones para leer en el bus. Prédicas de Juan Párroco en su Parroquia de papel (2015)
- Teresa de Jesús. Vida, mensaje y actualidad de la Santa de Ávila (2015) (En italiano: «Teresa de Gesù. Vita, messaggio e attualità della Santa di Avila» (2016). (En portugués: «Teresa de Jesus. Atualidade da santa de Ávila» (2016).
- La tierra no es nuestra patria. Vida de Luis y Celia Martin, padres de Teresa de Lisieux (2015)
- Madre María de la Purísima, una sonrisa de cielo (2015)
- Pedro Segura y Sáenz. Semblanza de un Cardenal selvático (2016)
- Juan Francisco Muñoz y Pabón, chispeante canónigo novelista (2017)
- Padre Leonardo Castillo, Costalero para un Cristo Vivo (2017)
- Teresa de Lisieux. En el corazón de la Iglesia: 'Mi vocación es el Amor! (2018) (En catalán: «Teresa de Lisieux. En el cor de l'Església: La meva vocació és l'Amor!» (2018)
- Aventuras del Padre Méndez. Pícaro clérigo de la Sevilla del XVII. Con las Cartas del obispo Juan de la Sal al duque de Medina Sidonia (2018)
- Virgen de los Reyes y Fernando III el Santo (2018)
- The favourite daughter of Teresa de Jesus. Mary of Saint Joseph (2018)
- Sor Bárbara de la Giralda. La hija del campanero (2019)
- Los Fantasmas del Palacio Arzobispal de Sevilla (2019)